# Czesław Białas
Czesław Gerwazy Białas (Szopienice-Burowiec, 19 giugno 1931 – Katowice, 24 giugno 1991) è stato un sollevatore polacco.

## Carriera
Prese parte a tre edizioni dei giochi olimpici: a Helsinki nel 1952, classificandosi diciannovesimo, a Melbourne nel 1956 e a Roma nel 1960, piazzandosi settimo. Vinse la medaglia di bronzo ai campionati mondiali di Varsavia nel 1959 e si aggiudicò due bronzi e un oro ai campionati europei tra il 1955 e il 1959. Fu il primo sollevatore polacco ad aggiudicarsi il titolo di campione europeo nel 1957 a Katowice.
Ha svolto tutta la sua carriera agonistica nell'HKS Szopienice, dove militò per vent'anni, tra il 1949 e il 1969, con la parentesi del servizio militare, dove militò nell'OWKS di Cracovia. Fu per 10 volte campione nazionale polacco, e in altre tre occasioni conquistò il podio. Mentre era ancora in attività, iniziò la carriera di allenatore nell'HKS Szopienice. Uno dei suoi allievi è Marek Seweryn.
Dal 1992 a Szopienice viene organizzato un torneo annuale di sollevamento pesi a lui intitolato.